# Мезга (приток Кобожи)
Мезга — река в Устюженском районе Вологодской области России, левый приток Кобожи.
Вытекает из Косинского болота на территории Мезженского сельского поселения, течёт на юго-восток, пересекает автодорогу А114 у деревни Мезга. Возле деревни Марфино отклоняется к югу и впадает в Кобожу в 5,9 км от её устья, в 2 км к северу от деревни Софронцево Устюженского сельского поселения. Длина реки составляет 29 км, площадь водосборного бассейна — 148 км². У Мезги множество мелких левых притоков, крупнейшие из них — Черемуха и Лазарев ручей.

## Данные водного реестра
По данным государственного водного реестра России относится к Верхневолжскому бассейновому округу, водохозяйственный участок реки — Молога от истока и до устья, речной подбассейн реки — Реки бассейна Рыбинского водохранилища. Речной бассейн реки — (Верхняя) Волга до Куйбышевского водохранилища (без бассейна Оки).
Код объекта в государственном водном реестре — 08010200112110000006597.